# Steve Gaines
 Steven Earl Gaines  (14 de Setembro de 1949 - 20 de outubro de 1977) foi um músico estadunidense. Ele é mais conhecido como guitarrista e compositor da banda de Southern rock Lynyrd Skynyrd. Steve era muito habilidoso com sua guitarra e tinha um grande talento para compor, o que chamou a atenção do líder dos Skynyrd, Ronnie Van Zant, que o convidou para substituir Ed King através da indicação de sua irmã, Cassie Gaines (vocal de apoio da banda).

## Vida e carreira
Gaines nasceu em Seneca, Missouri e cresceu em Miami, Oklahoma. Começou a tocar guitarra depois de ver um show dos Beatles quando ainda era adolescente. Em sua primeira banda, The Ravens, fez sua primeira gravação no famoso estúdio  Sun Records  em Memphis, Tennessee. Gaines depois tocou em bandas como os ILMO Smokehouse, Rusty Day, Detroit and Crawdad ainda na década de 70. Ele também gravou várias canções com o amigo e produtor John Ryan, que foram mais tarde parceiros em 1975 pela  MCA Records  quando Gaines gravou seu único álbum solo, "One in the Sun".
Em dezembro de 1975, Cassie Gaines "sua irmã mais velha", tornou-se membro do Lynyrd Skynyrd, fazendo parte do trio feminino das vocais de apoio, as Honkettes. Durante este tempo, a banda estava a procura de um guitarrista para substituir Ed King, que tinha deixado a banda em meados de 1975. Cassie recomendou seu irmão, e depois da relutância inicial de membros como Gary Rossington, a banda permitiu que Gaines tocasse junto com a banda no palco para um show em Kansas City, em 11 de maio de 1976. Embora a banda não tenha ouvido bem Gaines tocar no palco, o técnico de gravação de som Kevin Elson ouvir através de seus fones de ouvido e disse a banda que Steve Gaines era um excelente guitarrista. Os Skynyrd contrataram Gaines informalmente algumas vezes mais, e em pouco tempo foi convidado para entrar na banda substituindo Ed King, e iniciando as gravações do álbum ao vivo "One More From The Road". O primeiro dos três shows gravados para o álbum foi o terceiro show de Gaines com a banda. Em uma misteriosa coincidência, Ed King e Steve Gaines nasceram no mesmo dia e ano, em 14 de setembro de 1949.
As habilidades com a guitarra e o talento para compor foram uma grande revelação para a banda, o que foi posto em prática na gravação do álbum "Street Survivors". Ronnie Van Zant pôs em prática o talento do novo membro na banda, colocando gaines nos vocais de apoio da banda, alegando que a banda iria "ser todos um dia a sua sombra." Gaines contribuiu como co-compositor, junto com Ronnie Van Zant na canção "You Got That Right" (um sólido e único hit lançado após o acidente de avião) e os incríveis solos de guitarra na canção "I Know A Little", que Gaines tinha escrito antes entrar no Lynyrd Skynyrd.
Infelizmente, após três dias do lançamento do álbum "Street Survivors" (20 de outubro de 1977), o avião que transportava a banda de um show em Greenville, Carolina do Sul para Baton Rouge, Louisiana, caiu próximo a Gillsburg, Mississipi.  Steve Gaines  morreu instantaneamente com o impacto da queda, ele tinha 28 anos. O acidente também matou Ronnie Van Zant, a irmã de Steve, Cassie Gaines, assistente-empresário da banda Dean Kilpatrick, bem como o piloto Walter McCreary e co-piloto William Gray.
Steve Gaines foi cremado e enterrado em Orange Park, Florida, em 1977, mas seus restos mortais foram transferidos para uma localização não divulgada após vândalos violarem seu túmulo e o de Ronnie Van Zant em 29 de junho de 2000. Seus mausoléus ainda permanecem em Orange Park como memoriais para a visita dos fãs.
Em 2001 Steve foi tema da canção "Cassie's Brother", de uma banda de rock chamada Drive-By Truckers.
Menos de dois anos após o acidente de avião, a mãe de Steve e Cassie Gaines, a Senhora Cassie LaRue Gaines, foi vítima de um acidente automobilístico perto do cemitério onde foram enterrados Steve e Cassie. Ela foi enterrada perto de seus filhos.